# Robrecht Vanden Thoren
Pour les articles homonymes, voir Thoren.
Robrecht Vanden Thoren, né en 1982, est un acteur belge.

## Biographie

### Jeunesse
Robrecht Vanden Thoren étudie à la Fontys School of Fine and Performing Arts à Tilbourg aux Pays-Bas et y obtient un diplôme de professeur d'art dramatique et de théâtre.

### Parcours professionnel

#### Théâtre
Il a joué dans plusieurs productions de Piet Arfeuille aux Pays-Bas, la compagnie de théâtre Compagnie Cecilia (notamment Altijd prijs) et le théâtre jeunesse HETPALEIS (nl).

#### Cinéma
(aout 2017).
Robrecht Vanden Thoren a eu un rôle de premier plan dans The last summer (nl) (De laatste zomer, titre original) de Joost Wynant (ou Joost Wijnant), à la fois le court-métrage de 2005 et long métrage en 2007. Il a eu un petit rôle dans Moscow, Belgium (Aanrijding in Moscou) de Christophe Van Rompaey en 2008. Thoren est un acteur récurrent des films du réalisateur Geoffrey Enthoven : en 2009, il joue dans 
The Over the Hill Band (titre original (Meisjes) et en 2011, il est un des acteurs principaux de Hasta la vista. En 2012, il a joué dans le film de Peter Monsaert, Offline (sortie prévue le 14 novembre 2012 en Belgique).

#### Télévision
Il est l'un des acteurs de la série à sketches comiques Wat als? (ou What if?) en 2011. Thoren s'est déjà exercé aux séries TV : Patrouille 101 (Flikken, titre original) , Spoed, Witse, Click-ID, Thuis, Aspe, Code 37 et la série comique Anneliezen. Il est invité du talk-show Vrienden Van de Veire le 17 septembre 2011.

## Filmographie

### Cinéma
- 2007 : The last summer (nl) (De laatste zomer) : Tim
- 2008 : Moscow, Belgium (Aanrijding in Moscou)[3] : DJ
- 2009 : The Over the Hill Band (Meisjes) : présentateur show
- 2011-2012 : Hasta la vista : Philip

### Court-métrage
- 2007 : Point off u
- 2007 : Tanguy's unifying theory of Life : Tanguy
- 2007 : La Monique de Joseph : Luc
- 2009 : Alle richtingen
- 2009 : A Direct Hit
- 2009 : Niemands tandarts
- 2012 : Offline : David

### Télévision
- 2001 : Patrouille 101 (Flikken) : Nico Segers
- 2008 : Spoed (nl) : Remco
- 2008 : Witse : Alexander Broos
- 2009 : Click-ID : Sven
- 2009 : Thuis : Junk
- 2009 : Code 37 : Franky Terloo
- 2010 : Anneliezen (nl) : Donovan
- 2010 : Aspe : Maxime
- 2012 : Quiz Me Quick (nl) : Wesley